# Betty Nuthall
Betty May Nuthall Shoemaker (Surbiton, 23 de maio de 1911 - 8 de novembro de 1983) foi uma tenista britânica. 